# Regimentul 8 Călărași (1916-1918)
Regimentul 8 Călărași a fost o unitate de cavalerie de nivel tactic, care s-a constituit la 14/27 august 1916, prin mobilizarea unităților și subunităților existente la pace. Regimentul era dislocat la pace în garnizoana Roman.:p. 322 
Regimentul a făcut parte, alături de  Regimentul 7 Călărași, din organica Brigăzii 4 Călărași, subordonată Armatei de Nord. La intrarea în război, Regimentul 8 Călărași a fost comandat de colonelul Alexandru Constantinidi. Regimentul 8 Călărași a participat la acțiunile militare pe frontul românesc, pe toată perioada războiului, între 14/27 august 1916 - 28 ocotmbrie/11 noiembrie 1918.

## Participarea la operații

### Campania anului 1917
În campania din anul 1917 Regimentul 8 Călărași a participat la acțiunile militare în dispozitivul de luptă al Diviziei 1 Cavalerie, participând la Bătălia de la Mărășești. În această campanie, regimentul a fost comandat de colonelul  Teodor Rădulescu .

## Comandanți
- Colonel  Alexandru Constantinidi
- Colonel  Teodor Rădulescu